# Association finlandaise des antiquités
L'Association finlandaise des antiquités (finnois : Suomen muinaismuistoyhdistys) est une organisation finlandaise engagée dans des publications scientifiques et des activités éducatives. 
Elle est fondée en 1870 initialement pour créer les conditions pour la protection des monuments publics.

## Présidents de l'association
Les présidents de l'association sont:
- Zacharias Topelius 1870–1875, 1878–1879
- Wilhelm Lagus 1875–1878
- Karl Emil Ferdinand Ignatius  1879–1885
- Johan Reinhold Aspelin 1885–1915
- Hjalmar Appelgren-Kivalo 1915, 1918–1919
- Theodor Schwindt 1916–1917
- Axel Olai Heikel 1917–1918
- Alfred Hackman 1919–1920
- Juhani Rinne  1920–1921

- Kustavi Grotenfelt 1921–1922
- Uuno Taavi Sirelius 1922–1923, 1924–1929
- Julius Ailio 1923–1924
- Björn Cederhvarf 1929–1930
- Aarne Michaël Tallgren 1930–1942
- Aarne Äyräpää 1942–1945
- Kustaa Vilkuna 1945–1962
- Ella Kivikoski 1962–1968

- Lars Pettersson  1968–1973
- Carl Fredrik Meinander 1973–1976
- Henrik Lilius 1977–1984
- Juhani U. E. Lehtonen 1984–1991
- Torsten Edgren 1991–1998
- Teppo Korhonen 1998–2004
- Helena Edgren 2004–2010
- Mika Lavento 2010–2016
- Pia Olsson 2016–